# Маріса Морі
Маріса Морі (9 березня 1900 р. — 6 березня 1985 р.) — італійська художниця (живопис, гравюра). Вона була однією з небагатьох жінок-художниць у русі футуризму.

## Початок життя і освіта
Маріса Морі народилася у Флоренції як Марія Луїза Луріні. Її батько, Маріо Луріні, працював у страховій компанії. Її мати, Едмеа Берніні, була віддаленим нащадком скульптора Лоренцо Берніні. У 1918 році сім'я переїхала до Турина, де Марісу заохотив зайнятися мистецтвом друг сім'ї та художник Леонардо Бістольфі. Вона вступила до приватного коледжу, заснованого та керованого Феліче Касораті, який відвідувала з 1925 по 1931 рік. У 1920 році вона вийшла заміж за Маріо Морі, поета і журналіста, і вирішила взяти його прізвище. У 1922 році у них народився син Франко. У 1926 році вона виставляла свої роботи на груповій виставці у Fondazione Palazzo Bricherasio разом з іншими однокурсниками.

## Футуризм
В 1931 році Морі долучилася до футуристів, приєднавшись до групи під керівництвом Філіппо Томмазо Марінетті. Вона була єдиною жінкою, яка зробила внесок у The Futurist Cookbook у 1932 році. У 1932 році вона була запрошена на першу національну футуристичну виставку в Римі, і незабаром після цього залишила Турин, щоб повернутися до Флоренції зі своїм чоловіком. У 1934 і 1936 роках її запрошували на Венеційську бієнале. В напрямі аероживопису вона отримала срібну медаль за триптих, який вона виставила 1932 року в Galleria Bardi в Римі. У 1937 році її роботи були включені до виставки Les femmes artistes d'Europe у Національній галереї Же-де-Пом у Парижі, а згодом потрапили до Музею мистецтв Метрополітен у Нью-Йорку. Наприкінці 1930-х років Морі втратила виборчі права у футуристичному русі через свою прихильність до фашизму. Ця позиція зробила її предметом жорсткої критики з боку сучасників. У 1938 р. вона різко протестувала проти публікації Расового маніфесту. Пізніше вона прийняла Риту Леві Монтальчіні та її брата Джино Леві Монтальчіні, які обидва постраждали від італійських расових законів з 1938 по 1943 рік. У 1943 році, напередодні початку громадянської війни, її чоловік Маріо Морі помер.

## Пізніше життя і смерть
Після закінчення війни Морі повернулася до Флоренції і до класичних і природних тем, створюючи натюрморти, ню та маски. У 1951 році вона виставила нову картину на VI Римському Квадрієнале. У 1954 році вона мала персональну виставку в Будинку Данте Аліг'єрі у Флоренції. У наступні роки Морі повністю відійшла від громадського життя, лише спорадично з'являючись на таких заходах, як виставки для жінок-художниць, організовані її Флорентійським ліцеєм. Морі померла в 1985 році у Флоренції.